# 山口県民主医療機関連合会
山口県民主医療機関連合会（やまぐちけんみんしゅいりょうきかんれんごうかい）は、山口県における全日本民主医療機関連合会(民医連)の地方組織である。略称は山口民医連。

## 概要
2020年6月現在、1病院、2医科診療所、3歯科診療所、3保険薬局、7介護事業所が加盟している。
事務局は宇部市五十目山町15-2 あおば薬局2Fに置く(宇部協立病院すぐ)。

## 加盟法人
(この節の出典)
- 医療生活協同組合健文会
  - 宇部協立病院
- 一般社団法人やまぐち保健企画(薬局法人)

## 奨学金制度
医学生、薬学生、看護学生、歯学生・医療技術系学生（歯科衛生士）に対して奨学金制度を設けている。

## 交通アクセス
- JR宇部線「宇部岬駅」徒歩10分
- 宇部市営バス「宇部協立病院前」徒歩1分
- 山口宇部空港 徒歩15分